# Guidoniani
Guidoniani è l'appellativo con il quale venivano chiamati i giovani ufficiali che lavorarono tra il 1935 e il 1943 presso la Direzione Superiore Studi ed Esperienze (DSSE) di Guidonia.
Spiccano tra loro grandi nomi come Antonio Ferri, Luigi Crocco (figlio di Gaetano Arturo Crocco), Luigi Broglio, Antonio Eula, Pietro Teofilato,  Gaspare Santangelo, Bernardino Lattanzi, Carlo Riparbelli, Emilio Montuschi, Giorgio Barzilai, Algeri Marino, Bruno Peroni, Gaetano Lamiral, Dante Curcio,  Renato Koch e il medico Tommaso Lomonaco.
La DSSE si componeva in diverse Divisioni, fra cui quella Radioelettrica, quella Chimica-Tecnologica, la Sezione Aerostrutture, la Sezione Aerodinamica, quella Ottico Fotografica, la Idrodinamica, la Divisione Motori e Strumenti di bordo, ed il centro Sperimentale di Volo.  Stretti da vincoli di amicizia, spinti da interessi comuni per lo studio, da aspirazioni accademiche, sotto la guida di Gaetano Arturo Crocco ottennero brillanti risultati nelle loro ricerche aeronautiche, che furono apprezzate a livello mondiale. In seguito, molti di loro si dedicarono anche a studi di tipo astronautico, gettando le fondamenta della ricerca spaziale in Italia. Tra tutti, in questo campo, spiccano Gaetano Arturo Crocco e Luigi Broglio. 